# 38 Korpus Obrony Powietrznej (ZSRR)
38 Amurski Korpus Obrony Powietrznej – wyższy związek taktyczny wojsk obrony powietrznej Sił Zbrojnych ZSRR i Federacji Rosyjskiej.
W latach 90. XX w. przeformowany w 41 Dywizję Obrony Powietrznej.

## Struktura organizacyjna
W latach 1991–1992
- dowództwo – Nowosybirsk
- 370 Brygada Rakietowa Obrony Powietrznej – Omsk
- 513 pułk rakietowy OP – Tomsk
- 393 pułk rakietowy OP – Baranauł
- 531pułk rakietowy OP – Surgut
- 157 Brygada Radiotechniczna –
- 401 batalion łączności – Nowosybirsk